# Norberto Yácono
Norberto Antonio Yácono (8 stycznia 1919 – listopad 1985) – piłkarz argentyński noszący przydomek El Pacha, pomocnik, obrońca. Wzrost 162 cm. Później trener.
Urodzony w Buenos Aires Yácono karierę piłkarską rozpoczął w 1938 roku w klubie River Plate – pierwszy mecz rozegrał przeciwko drużynie Newell's Old Boys Rosario.
Yácono razem z reprezentacją Argentyny wygrał turniej Copa Lipton 1942, a rok później wygrał turniej Copa Chevallier Boutell 1943. Jako piłkarz klubu River Plate wziął udział w turnieju Copa América 1947, gdzie Argentyna trzeci raz z rzędu zdobyła tytuł mistrza Ameryki Południowej. Yácono zagrał w sześciu meczach – z Paragwajem, Boliwią (w 63 minucie meczu wszedł za niego Oscar Sastre), Peru, Chile, Ekwadorem i Urugwajem.
Yácono razem z reprezentacją zwyciężył w turnieju Copa Chevallier Boutell 1950.
Razem z klubem River Plate sześciokrotnie zdobył tytuł mistrza Argentyny – w 1941, 1942, 1945, 1947, 1952 i 1953 roku. W lidze argentyńskiej rozegrał łącznie 393 mecze – daje mu to 5. miejsce w tabeli wszech czasów klubu River Plate.
W latach 1953-1954 grał w meksykańskim klubie Club América. Na koniec kariery w latach 1958-1960 grał w Kanadzie, a w latach 1960-1962 w USA.
W reprezentacji Argentyny Yácono rozegrał 15 meczów.
Po zakończeniu kariery piłkarskiej Yácono na początku lat 60. wrócił do Argentyny, gdzie pracował jako trener klubów Sportivo Italiano Buenos Aires, CA Lanús i Godoy Cruz Antonio Tomba. Później objął posadę trenera zespołu młodzieżowego klubu River Plate.